# Зааминсу
Зааминсу́ или Зааминса́й (узб. Зоминсув / Зоминсув) — река (сай) в Зааминском районе Джизакской области Узбекистана. Одна из двух крупнейших рек области вместе с Санзаром. Оканчивается слепо.
В верхнем течении носит название Еттыкечу́ (Етткичу, Еттикечув (узб. Yettikechuv / Еттикечув), в среднем течении — Санганакса́й (узб. Sanganaksoy / Санганаксой).

## Общая характеристика
Длина реки равна 58 км, площадь бассейна составляет 704 км². Зааминсу питается, в основном, снеговыми, дождевыми и родниковыми водами.
Среднегодовой расход воды, измеренный близ кишлака Дуаба, равен 1,83 м³/с. Приблизительно 60—65 % стока приходится на период половодья, которое длится с апреля по июль-август. Самый многоводный месяц — июнь, когда средний расход возрастает до 4,56 м³/с. Наибольший расход наблюдался 28 мая 1969 года — 16,8 м³/с. В низкогорной части водосбора возможны паводки в ноябре-декабре, которые вызываются проходами дождей, сопровождающимися таянием снега.

## Течение реки
Зааминсу слагается водотоками северных склонов Туркестанского хребта, берущими начало на высоте около 2500 м: Еттыкечу, Урюклы, Гальдраут и другими саями. В бассейне имеются снежники. Река, в целом, ориентирована, в северном направлении. Вплоть до кишлака Дуаба она носит название Еттыкечу (Етткичу, Еттикечув, узб. Yettikechuv/Еттикечув). Далее, до окрестностей города Заамина, именуется Санганаксай (узб. Sanganaksoy/Санганаксой). Ниже кишлака Дуаба на реке построено Зааминское водохранилище, вдоль её берегов пролегает автодорога Р-40. В районе Заамина разбивается на рукава и арыки, протекая по территории города. Ниже продолжается в качестве сухого оврага в северо-восточном направлении, который слепо оканчивается в 3 км западнее кишлака Куштамгали, не доходя до железной дороги Джизак — Хаваст.

## Хозяйственное использование
Зааминсу обеспечивает водоснабжение города Заамина, кишлаков Дуаба, Еттикечу, Кушчи и других. Кроме того, воды реки используются на орошение.